# Noel Dempsey
Noel Dempsey, irl. Nollaig Ó Díomasaigh (ur. 6 stycznia 1953 w Trim) – irlandzki polityk, działacz Fianna Fáil, parlamentarzysta, w latach 1997–2011 minister.

## Życiorys
Kształcił się w szkole prowadzonej przez Kongregację Braci w Chrystusie. Studiował następnie na University College Dublin i w St Patrick's College w Maynooth. Pracował jako doradca zawodowy.
Zaangażował się w działalność polityczną w ramach Fianna Fáil. W 1977 został radnym hrabstwa Meath. W 1987 po raz pierwszy został wybrany do Dáil Éireann, z powodzeniem ubiegał się o reelekcję w wyborach w 1989, 1992, 1997, 2002 i 2007.
Od lutego 1992 do grudnia 1994 zajmował stanowisko ministra stanu (sekretarza stanu niewchodzącego w skład gabinetu), najpierw w departamencie obrony, później w departamencie finansów. Pełnił jednocześnie funkcję government chief whip. W czerwcu 1997, po powrocie FF do władzy, premier Bertie Ahern powierzył mu stanowisko ministra środowiska. W czerwcu 2002 przeszedł na urząd ministra edukacji i nauki, a we wrześniu 2004 na urząd ministra łączności, gospodarki morskiej i zasobów naturalnych. W czerwcu 2007 został ministrem transportu. Stanowisko to utrzymał również w powołanym w maju 2008 rządzie Briana Cowena. W grudniu 2010 zadeklarował rezygnację z kandydowania w kolejnych wyborach, a styczniu 2011 zrezygnował z funkcji ministerialnej.